# Ken Huszagh
Ken Huszagh (n. 3 septembrie 1891, Chicago, Illinois, SUA – d. 11 ianuarie 1950, Delray Beach, Florida, SUA) a fost un înotător ce a reprezentat Statele Unite ale Americii, medaliat olimpic. A participat la o ediție a Jocurilor Olimpice (1912) în care a câștigat două medalii de argint și o medalie de bronz.